# Eleição municipal de Mogi Guaçu em 2012
As eleições municipais de Mogi Guaçu em 2012, ocorreram em 7 de outubro de 2012 como parte das eleições nos 26 estados brasileiros. Na cidade foram eleitos o prefeito, o vice-prefeito e 11 vereadores. Walter Caveanha, candidato pelo PTB (Partido Trabalhista Brasileiro), foi eleito com 36.679 votos, significando 48,59% de 100% das urnas apuradas. Para vencer o segundo colocado, Marcos Antônio, do Partido dos Trabalhadores, PT, o eleito contou com a Coligação 'Unidos por Mogi Guaçu', englobando os partidos PTB, PMDB, PDT, PSL, PPS, PTN, PSB, PTC e PT do B. Nessas eleições, foram eleitos 11 vereadores, dos quais 36,36% dos eleitos apoiavam Walter Caveanha.

## Antecedentes
Paulo Eduardo de Barros, o Dr. Paulinho, do PV (Partido Verde), até então prefeito da cidade, tentou a reeleição mas não obteve sucesso, encerrando seu mandato em 31 de dezembro de 2012.

## Eleitorado
Na eleição de 2012, estiveram aptos a votar 89.197 Guaçuanos, o que correspondia a 83,98% da população da cidade.

## Candidatos oficiais
Três Candidatos disputaram as eleições de Prefeito na Cidade: Walter Caveanha (PTB), Marcos Antônio PT (Colégio) (PT) e Dr. Paulinho (PV).
|  | Nº | Candidato                              | Partido | Vice                       | Coligação                                                                 |
|  | -- | -------------------------------------- | ------- | -------------------------- | ------------------------------------------------------------------------- |
|  | 14 | Walter Caveanha                        | PTB     | Marçal do Sindicato (PMDB) | Unidos por Mogi Guaçu – PDT, PMDB, PPS, PSL, PSB, PTB, PTC, PT do B, PTN  |
|  | 13 | Marcos Antônio PT (Colégio)            | PT      | Edson Bombo (PSDC)         | Mogi Guaçu - Esta Mudança Inclui Você – PR, PT, PHS, PPL, PRTB, PRP, PSDC |
|  | 43 | Paulo Eduardo de Barros (Dr. Paulinho) | PV      | Cássio (PSC)               | Mogi Guaçu no Rumo Certo – DEM, PC do B, PSDB, PP, PRB, PSC, PSD, PV      |

## Resultados

### Prefeito
Comum turno único a eleição para prefeito de Mogi Guaçu levou o candidato Walter Caveanha à levar as eleições de 2012 com uma porcentagem de 48,59%, alcançando quase metade dos votos da cidade, mas considerando o votos branco e nulos, o candidato obteve mais de 50% de votos, de todas as pessoas que votaram na Eleição Municipal de Mogi Guaçu de 2012.
| Candidato              | Vice                   | Turno único 7 de outubro de 2012 | Turno único 7 de outubro de 2012 |
| Candidato              | Vice                   | Votação                          | Votação                          |
|                        |                        | Porcentagem                      | Total                            |
| ---------------------- | ---------------------- | -------------------------------- | -------------------------------- |
| Walter Caveanha (PTB)  | Marçal (PMDB)          | 48,59%                           | 36.679                           |
| Marcos Antônio (PT)    | Edson Bombo (PSDC)     | 27,37%                           | 20.661                           |
| Dr. Paulinho (PV)      | Cássio (PSC)           | 24,04%                           | 18.149                           |
| Total de votos válidos | Total de votos válidos | 84,63%                           | 75.489                           |
| Votos em branco        | Votos em branco        | 6,01%                            | 5.361                            |
| Votos nulos            | Votos nulos            | 9,36%                            | 8.347                            |
| Total                  | Total                  | 100,00%                          | 89.197                           |
| Abstenções             | Abstenções             | 16,01%                           | 17.008                           |
| Votos apurados         | Votos apurados         | 100%                             | 89.197                           |
| Total de eleitores     | Total de eleitores     |                                  | 106.205                          |

### Vereador
Dos 11 (onze) vereadores eleitos, nenhum é mulher. O vereador mais votado foi Luciano da Saúde (PP), que teve 2.358 votos. O (PT) e o (PV) foram os partidos que tiveram mais vereadores eleitos (2).
| Cadidato                       | Partido | Porcentagem | Número de Votos | Número do Candidato |
| ------------------------------ | ------- | ----------- | --------------- | ------------------- |
| Luciano da Saúde               | PP      | 3,01%       | 2.358           | 11000               |
| Thomaz Caveanha                | PTB     | 2,96%       | 2.319           | 14120               |
| Daniel Rossi                   | PR      | 2,51%       | 1.964           | 22222               |
| Alex Tailândia (Filho Zé Pneu) | PT      | 2,46%       | 1.925           | 13700               |
| Wanderley Brunheroto           | PSB     | 2,36%       | 1.847           | 40677               |
| Salvador Franceli              | PSL     | 2,00%       | 1.568           | 17617               |
| Pastor Elias                   | PSC     | 1,93%       | 1.508           | 20128               |
| Jeferson Luís                  | PT      | 1,80%       | 1.409           | 13000               |
| Luiz Zanco da Farmácia         | PDT     | 1,62%       | 1.269           | 12789               |
| Carlos da Imobiliária          | PV      | 1,37%       | 1.071           | 43123               |
| Cruel Daltio                   | PV      | 1,05%       | 823             | 43007               |

| Votos válidos   | Votos válidos   | 78.285 | 87,77% |
| Votos nulos     | Votos nulos     | 4.820  | 5,40%  |
| Votos em branco | Votos em branco | 6.092  | 6,83%  |
| Total           | Total           | 89.197 | 100%   |
| --------------- | --------------- | ------ | ------ |